# Lilly Engström
Karolina Augusta (Lilly) Engström (* 9. November 1843 in Stockholm, Schweden; † 24. September 1921 ebenda) war eine schwedische Lehrerin und Frauenrechtlerin. Sie war die erste Frau, die in Schweden in ein staatliches Schulkomitee berufen wurde.

## Leben und Werk
Engström, eine Tochter des Apothekers Johan Magnus Engström und seiner Ehefrau Charlotta Augusta Lindman, legte 1864 das Examen am Höheren Lehrerinnenseminar (Högre lärarinneseminariet) in ihrer Heimatstadt Stockholm ab und unterrichtete anschließend Geschichte und Erdkunde an der dem Seminar angeschlossenen Statens normalskola för flickor, der ersten vom Staat getragenen höheren Mädchenschule in Schweden. Dort blieb sie bis zu ihrer Pensionierung im Jahr 1907. 1889/90 amtierte sie als kommissarische Schulleiterin. Nachdem Frauen ab 1889 Funktionen in der staatlichen Verwaltung einnehmen konnte, wurde Engström in das Schulkomitee der Hedwig-Eleonora-Gemeinde berufen.
Engström war ab der Gründung des Fredrika-Bremer-Förbundet von 1884 bis 1920 Mitglied im Leitungsausschuss dieser ältesten Frauenrechtsorganisation in Schweden. 1885 gehörte sie zu den Gründerinnen des Frauenkulturvereins Sällskapet Nya Idun. Sie setzte sich auch für das Frauenwahlrecht ein.